# أدوية الحكمة
أدوية الحكمة (بالإنجليزية: Hikma Pharmaceuticals)‏ هي شركة أدوية متعددة الجنسيات تأسست سنة 1978 في الأردن على يد الأردني سميح دروزة، وهي أول شركة من أصل عربي تَدخُل السوق الأمريكي والبريطاني والأوروبي. ثم تَوسعت واستحوذت على مصانع في أمريكا والبرتغال وإيطاليا وتونس والسعودية ومصر والجزائر، وطالت نحو 52 سوق في العالم. وأدرجت لأول مرة في بورصة لندن للأسهم كشركة مساهمة دولية سنة 2005، وكذلك بورصة دبي. تصنع الأدوية الأصلية بامتياز شركات دولية وأخرى بماركة أو من دون. يوجد المقر الرئيسي لإدارتها اليوم في لندن. يوجد لها العديد من المواقع التصنيعية في أكثر من دولة عربية وأجنبية. وتلتزم الشركة بتطبيق معايير جودة عالية أو ما يسمى ممارسات التصنيع الجيد GMP.
بَلغ نمو الإرادات للشركة (23 %) سنة 2013، وهي أكبر شركة أدوية إقليمية بالشرق الأوسط.

## التاريخ
تأسست الشركة بواسطة سميح دروزة في مدينة عمان في الأردن سنة 1978. وفي أغسطس 1996 أصبحت أول شركة عربية تُصدر منتجاتها للولايات المتحدة. أدرجت الشركة لأول مرة في بورصة لندن في سنة 2005.
استحوذت الشركة على العديد من الشركات الأخرى، فاستحوذت على معهد «بيوكيميكو بافيسي فارما» في إيطاليا سنة 2005. والجزيرة للصناعات الدوائية في المملكة العربية السعودية في عام 2006. وفي سنة 2007 ذهبت الشركة لشراء شركة "APM" في الأردن، وشركة «ألكان فارما» في مصر و«ثيمورغان» وشركة «ريبوسفارم» في ألمانيا. وفي مايو 2011 أكملت شركة الحكمة إستحواذها على شركة «باكستر» للرعاية الصحية في الولايات المتحدة.
في أكتوبر 2011 دخلت شركة الحكمة السوق المغربية من خلال الإستحواذ على شركة «بروموفارم» تاسع أكبر مصنع للأدوية في المغرب. كما افتتحت الشركة مع شركة الدار العربية شركة للصناعات الدوائية في الجزائر.
ووسعت شركة الحكمة سوقها في مصر عن طريق الإستحواذ على الشركة المصرية للأدوية والصناعات الكيماوية (EPCI) في عام 2012.

## الانتشار
تنتشر عمليات أدوية الحكمة في أكثر من 50 بلداً، مع 26 مصنعاً مُنتشرة في 11 بلداً، و7 مراكز بحوث وتطوير.

## المركز العالمي للأبحاث الصيدلانية
تأسس المركز العالمي للأبحاث الصيدلانية (IPRC) سنة 1997 في عمان - الأردن كمركز لإجراء دراسات التكافؤ الحيوي لشركات الأدوية المحلية والعربية والعالمية. وأصبح فيما بعد جزء من مجموعة الحكمة للاستثمار المالكة لشركة أدوية الحكمة وغيرها من الشركات المتخصصة في مجال الأدوية من حيث التطوير والتصنيع والتسويق.

## وصلات خارجية
موقع أدوية الحكمة